# Вяз сродный
Вяз сродный, или Берест японский (лат. Ulmus propinqua) — вид деревьев рода Вяз (Ulmus) семейства Ильмовые (Ulmaceae).

## Распространение
Произрастает в Восточной Сибири, восточной части Забайкалья, на Дальнем Востоке (в Амурской области, Приморском крае, Сахалине и на Курильских островах), а также распространён в Монголии, Китае и Японии.

## Ботаническое описание
Дерево высотой до 35 м; ствол прямой, ровный, правильной формы; крона широко раскидистая и густая. Кора старых деревьев имеет беловатый оттенок. На побегах кора бурая, гладкая, временами с пробковыми наростами. Молодые побеги густо опушенные; почки тёмно-бурого цвета. Листья обратнояйцевидной формы, с неравнобоким основанием и коротким черешком, по краю бывают двоякопильчатые или троякопильчатые. Верхняя сторона листовой пластинки шершаво-опушенная, нижняя — пушистая.
Весной листья зелёного цвета, летом — тёмно-зелёного, осенью — буровато-красного, коричнево-каштанового или тёмно-малинового цвета, а нижняя сторона осенью беловатая. Мелкие красноватые цветки в пучках. Крылатки — желто-бурые.

## Значение и применение
Молодая поросль на лесных вырубках изредка поедается крупным рогатым скотом. В южноуссурийской тайге не наблюдалось надкусывания дикими животными. Молодые листья почти не содержат горечи, съедобны. В мае используются в корм семена. Листья и тонкие ветви в течение круглого года хорошо поедаются пятнистыми оленями. Подрост не устойчив к выпасу.